# Sportgemeinschaft Sonnenhof Großaspach 2016-2017
Questa voce raccoglie le informazioni riguardanti la Sportgemeinschaft Sonnenhof Großaspach nelle competizioni ufficiali della stagione 2016-2017.

## Stagione
Nella stagione 2016-2017 il Sonnenhof Grossaspach, allenato da Oliver Zapel, concluse il campionato di 3. Liga al 10º posto.

## Rosa
| N. |                        | Ruolo | Calciatore          |
| -- | ---------------------- | ----- | ------------------- |
| 1  | Stati Uniti (bandiera) | P     | David Yelldell      |
| 3  | Germania (bandiera)    | D     | Martin Cimander     |
| 4  | Germania (bandiera)    | D     | Lukas Hoffmann      |
| 5  | Germania (bandiera)    | D     | Julian Leist        |
| 6  | Germania (bandiera)    | D     | Marlon Krause       |
| 7  | Kosovo (bandiera)      | A     | Shqiprim Binakaj    |
| 8  | Germania (bandiera)    | C     | Pascal Sohm         |
| 9  | Germania (bandiera)    | A     | Arnold Lechler      |
| 11 | Ghana (bandiera)       | C     | Manfred Osei-Kwadwo |
| 13 | Stati Uniti (bandiera) | C     | Joe Gyau            |
| 14 | Austria (bandiera)     | A     | Alexander Aschauer  |
| 15 | Italia (bandiera)      | D     | Felice Vecchione    |
| 16 | Stati Uniti (bandiera) | A     | Mario Rodríguez     |

| N. |                     | Ruolo | Calciatore       |
| -- | ------------------- | ----- | ---------------- |
| 17 | Germania (bandiera) | D     | Sebastian Schiek |
| 18 | Germania (bandiera) | A     | Timo Röttger     |
| 20 | Germania (bandiera) | A     | Lucas Röser      |
| 21 | Germania (bandiera) | D     | Marcel Damaschek |
| 22 | Germania (bandiera) | C     | Daniel Hägele    |
| 23 | Germania (bandiera) | C     | Nico Gutjahr     |
| 24 | Germania (bandiera) | C     | Jeremias Lorch   |
| 25 | Germania (bandiera) | D     | Kai Gehring      |
| 26 | Germania (bandiera) | P     | Dominik Traub    |
| 27 | Curaçao (bandiera)  | C     | Michaël Maria    |
| 32 | Germania (bandiera) | P     | Kevin Broll      |
| 35 | Germania (bandiera) | D     | Michl Bauer      |

## Organigramma societario
Area tecnica
- Allenatore: Oliver Zapel
- Allenatore in seconda: Martin Cimander
- Preparatore dei portieri: Michael Gurski
- Preparatori atletici: Axel Mäder, Sissi Stättmayer

## Calciomercato

### Sessione estiva
| Acquisti | Acquisti            | Acquisti         | Acquisti |
| R.       | Nome                | da               | Modalità |
| -------- | ------------------- | ---------------- | -------- |
| A        | Arnold Lechler      | SV Eichede       |          |
| C        | Manfred Osei-Kwadwo | Kaiserslautern   |          |
| A        | Alexander Aschauer  | Austria Lustenau |          |
| C        | Panagiōtīs Mpallas  | Atromītos        |          |
| D        | Marcel Damaschek    | Colonia U19      |          |
| C        | Nico Gutjahr        | Kickers Würzburg |          |
| D        | Lukas Hoffmann      | Hoffenheim U19   |          |
| D        | Marlon Krause       | Holstein Kiel    |          |
| A        | Lucas Röser         | Hoffenheim II    |          |
| D        | Matthias Stüber     | Hoffenheim U19   |          |
| P        | Dominik Traub       | Heidenheim U19   |          |
| P        | David Yelldell      | Bayer Leverkusen |          |

| Cessioni | Cessioni                        | Cessioni             | Cessioni |
| R.       | Nome                            | a                    | Modalità |
| -------- | ------------------------------- | -------------------- | -------- |
| A        | Roussel-Fidele Ngankam-Hontcheu | Rot-Weiss Essen      |          |
| A        | Pascal Breier                   | Stoccarda II         |          |
| P        | Bojan Spasojevic                | Stoccarda II         |          |
| C        | Bashkim Ajdini                  | Osnabrück            |          |
| A        | Max Dittgen                     | Kaiserslautern       |          |
| P        | Christopher Gäng                | Waldhof Mannheim     |          |
| D        | David Kienast                   | SGV Freiberg         |          |
| C        | Michele Rizzi                   | Preußen Münster      |          |
| A        | Tobias Rühle                    | Preußen Münster      |          |
| C        | Tobias Schröck                  | Kickers Würzburg     |          |
| D        | Mirko Schuster                  | TSV Steinbach Haiger |          |

### Sessione invernale
| Acquisti | Acquisti        | Acquisti             | Acquisti |
| R.       | Nome            | da                   | Modalità |
| -------- | --------------- | -------------------- | -------- |
| C        | Joe Gyau        | Borussia Dortmund II |          |
| A        | Mario Rodríguez | Chemnitz             |          |

| Cessioni | Cessioni           | Cessioni                    | Cessioni |
| R.       | Nome               | a                           | Modalità |
| -------- | ------------------ | --------------------------- | -------- |
| D        | Josip Landeka      | Kickers Stoccarda           |          |
| D        | Matthias Stüber    | FSV 08 Bietigheim-Bissingen |          |
| C        | Panagiōtīs Mpallas | Paniōnios                   |          |
| C        | Robin Binder       | Eintracht Treviri           |          |

## Risultati

### 3. Liga

#### Girone di andata
| Chemnitz 30 luglio 2016, ore 14:00 CEST 1ª giornata | Chemnitz | 0 – 0 referto | Sonnenhof G. | community4you Arena (7 228 spett.)\| Arbitro: \| Cortus \| |
| Arbitro:                                            | Cortus   |               |              |                                                            |

| Arbitro: | Siewer |

|                                     |           |                                             |
| Landeka 27’ Jüllich 39’ Röttger 64’ | Marcatori | 25’ Grüttner 51’ Lais 76’ George 78’ Thommy |

| Rostock 10 agosto 2016, ore 19:00 CEST 3ª giornata | Hansa Rostock | 0 – 0 referto | Sonnenhof G. | Ostseestadion (14 000 spett.)\| Arbitro: \| Storks \| |
| Arbitro:                                           | Storks        |               |              |                                                       |

| Arbitro: | Hartmann |

|                      |           |  |
| Röser 5’ Jüllich 83’ | Marcatori |  |

| Arbitro: | Mix |

|                            |           |  |
| Röser 10’, 24’ Binakaj 86’ | Marcatori |  |

| Arbitro: | Jablonski |

|                  |           |                                          |
| Leist 35’ (aut.) | Marcatori | 22’ Jüllich 76’ (rig.) Röser 79’ Röttger |

| Arbitro: | Günsch |

|                       |           |                    |
| Röttger 25’ Röser 52’ | Marcatori | 5’ Morys 10’ Ojala |

| Arbitro: | Schwermer |

|                              |           |                  |
| Freiberger 20’ Steinhart 66’ | Marcatori | 36’ (rig.) Röser |

| Arbitro: | Kornblum |

|                          |           |                                  |
| Jüllich 71’ Aschauer 89’ | Marcatori | 65’ Bender 73’ Dahmani 82’ Cauly |

| Arbitro: | Skorczyk |

|  |           |                         |
|  | Marcatori | 21’ Röttger 90’ Gutjahr |

| Arbitro: | Heft |

|                          |           |                             |
| Sohm 19’ Osei-Kwadwo 66’ | Marcatori | 31’, 58’ Dedič 64’ Zolinski |

| Arbitro: | Schlager |

|            |           |  |
| Heider 87’ | Marcatori |  |

| Aspach 29 ottobre 2016, ore 14:00 CEST 13ª giornata | Sonnenhof G. | 0 – 0 referto | Duisburg | Mechatronik Arena (2 483 spett.)\| Arbitro: \| Günsch \| |
| Arbitro:                                            | Günsch       |               |          |                                                          |

| Arbitro: | Müller |

|  |           |                           |
|  | Marcatori | 22’ Röser 72’ Osei-Kwadwo |

| Arbitro: | Bläser |

|                 |           |                                              |
| Osei-Kwadwo 39’ | Marcatori | 15’ Puttkammer 20’ Sowislo 90’ Löhmannsröben |

| Arbitro: | Bacher |

|               |           |  |
| Eggestein 86’ | Marcatori |  |

| Arbitro: | Gräfe |

|                    |           |             |
| Sohm 9’ Krause 88’ | Marcatori | 12’ Andrich |

| Arbitro: | Müller |

|               |           |                       |
| Schindler 11’ | Marcatori | 40’ Jüllich 89’ Maria |

| Arbitro: | Winter |

|                  |           |                     |
| Gehring 64’, 75’ | Marcatori | 17’ (rig.) Kammlott |

#### Girone di ritorno
| Arbitro: | Schwermer |

|                         |           |                     |
| Rodríguez 31’ Röser 59’ | Marcatori | 26’ Mast 75’ Hansch |

| Arbitro: | Alt |

|          |           |           |
| Luge 45’ | Marcatori | 19’ Leist |

| Arbitro: | Waschitzki-Günther |

|           |           |               |
| Röser 61’ | Marcatori | 28’ Benyamina |

| Arbitro: | Fritsch |

|                             |           |  |
| Grimaldi 12’ Aydin 45’, 64’ | Marcatori |  |

| Arbitro: | Thomsen |

|  |           |           |
|  | Marcatori | 55’ Röser |

| Arbitro: | Jöllenbeck |

|                                         |           |           |
| Röser 50’ (rig.) Schiek 65’ Binakaj 82’ | Marcatori | 74’ Stark |

| Arbitro: | Müller |

|                       |           |  |
| Stanese 13’ Morys 40’ | Marcatori |  |

| Arbitro: | Winter |

|                       |           |  |
| Jüllich 12’ Röser 89’ | Marcatori |  |

| Arbitro: | Pfeifer |

|                                |           |  |
| Pazurek 65’ (rig.) Dahmani 74’ | Marcatori |  |

| Arbitro: | Börner |

|             |           |                |
| Jüllich 75’ | Marcatori | 25’, 78’ König |

| Arbitro: | Kempter |

|             |           |                              |
| Zolinski 3’ | Marcatori | 20’ (rig.), 41’ (rig.) Röser |

| Arbitro: | Schwermer |

|         |           |  |
| Gyau 2’ | Marcatori |  |

| Arbitro: | Ittrich |

|                     |           |             |
| Il'jučenko 59’, 81’ | Marcatori | 47’ Binakaj |

| Arbitro: | Kornblum |

|                       |           |          |
| Gehring 10’ Lorch 15’ | Marcatori | 67’ Bohl |

| Arbitro: | Dietz |

|              |           |            |
| Beck 6’, 67’ | Marcatori | 34’ Schiek |

| Aspach 29 aprile 2017, ore 14:00 CEST 35ª giornata | Sonnenhof G. | 0 – 0 referto | Werder Brema II | Mechatronik Arena (750 spett.)\| Arbitro: \| Lossius \| |
| Arbitro:                                           | Lossius      |               |                 |                                                         |

| Wiesbaden 6 maggio 2017, ore 14:00 CEST 36ª giornata | Wehen Wiesbaden | 0 – 0 referto | Sonnenhof G. | BRITA-Arena (1 860 spett.)\| Arbitro: \| Börner \| |
| Arbitro:                                             | Börner          |               |              |                                                    |

| Arbitro: | Storks |

|  |           |             |
|  | Marcatori | 31’ Ducksch |

| Arbitro: | Kempter |

|                                          |           |            |
| Aydın 11’, 63’ Erb 34’ (rig.) Bieber 77’ | Marcatori | 38’ Hägele |

## Statistiche

### Statistiche di squadra
| Competizione | Punti | In casa | In casa | In casa | In casa | In casa | In casa | In trasferta | In trasferta | In trasferta | In trasferta | In trasferta | In trasferta | Totale | Totale | Totale | Totale | Totale | Totale | DR |
| Competizione | Punti | G       | V       | N       | P       | Gf      | Gs      | G            | V            | N            | P            | Gf           | Gs           | G      | V      | N      | P      | Gf     | Gs     | DR |
| ------------ | ----- | ------- | ------- | ------- | ------- | ------- | ------- | ------------ | ------------ | ------------ | ------------ | ------------ | ------------ | ------ | ------ | ------ | ------ | ------ | ------ | -- |
| 3. Liga      | 51    | 19      | 8       | 5       | 6       | 31      | 25      | 19           | 6            | 4            | 9            | 17           | 23           | 38     | 14     | 9      | 15     | 48     | 48     | 0  |
| Totale       | 51    | 19      | 8       | 5       | 6       | 31      | 25      | 19           | 6            | 4            | 9            | 17           | 23           | 38     | 14     | 9      | 15     | 48     | 48     | 0  |

### Andamento in campionato
| Giornata  | 1  | 2  | 3  | 4 | 5 | 6 | 7 | 8 | 9  | 10 | 11 | 12 | 13 | 14 | 15 | 16 | 17 | 18 | 19 | 20 | 21 | 22 | 23 | 24 | 25 | 26 | 27 | 28 | 29 | 30 | 31 | 32 | 33 | 34 | 35 | 36 | 37 | 38 |
| --------- | -- | -- | -- | - | - | - | - | - | -- | -- | -- | -- | -- | -- | -- | -- | -- | -- | -- | -- | -- | -- | -- | -- | -- | -- | -- | -- | -- | -- | -- | -- | -- | -- | -- | -- | -- | -- |
| Luogo     | T  | C  | T  | C | C | T | C | T | C  | T  | C  | T  | C  | T  | C  | T  | C  | T  | C  | C  | T  | C  | T  | T  | C  | T  | C  | T  | C  | T  | C  | T  | C  | T  | C  | T  | C  | T  |
| Risultato | N  | P  | N  | V | V | V | N | P | P  | V  | P  | P  | N  | V  | P  | P  | V  | V  | V  | N  | N  | N  | P  | V  | V  | P  | V  | P  | P  | V  | V  | P  | V  | P  | N  | N  | P  | P  |
| Posizione | 10 | 12 | 15 | 8 | 4 | 3 | 5 | 6 | 11 | 9  | 11 | 13 | 13 | 9  | 11 | 12 | 10 | 9  | 7  | 8  | 9  | 9  | 10 | 9  | 7  | 9  | 6  | 8  | 9  | 7  | 6  | 7  | 5  | 7  | 7  | 8  | 8  | 10 |

Legenda:

Luogo: C = Casa; T = Trasferta. Risultato: V = Vittoria; N = Pareggio; P = Sconfitta.

### Statistiche dei giocatori
| A. Aschauer         | 18 | 1  | 0  | 0 |
| M. Bauer            | 0  | 0  | 0  | 0 |
| S. Binakaj          | 26 | 3  | 1  | 0 |
| R. Binder           | 1  | 0  | 0  | 0 |
| P. Breier           | 4  | 0  | 0  | 0 |
| K. Broll            | 33 | 0  | 0  | 0 |
| M. Cimander         | 0  | 0  | 0  | 0 |
| M. Damaschek        | 3  | 0  | 0  | 0 |
| K. Gehring          | 36 | 3  | 13 | 0 |
| N. Gutjahr          | 2  | 1  | 0  | 0 |
| J. Gyau             | 16 | 1  | 2  | 0 |
| L. Hoffmann         | 9  | 0  | 1  | 0 |
| D. Hägele           | 34 | 1  | 5  | 0 |
| N. Jüllich          | 38 | 7  | 4  | 0 |
| M. Krause           | 33 | 1  | 8  | 0 |
| J. Landeka          | 4  | 1  | 0  | 1 |
| A. Lechler          | 8  | 0  | 0  | 0 |
| J. Leist            | 38 | 1  | 4  | 0 |
| J. Lorch            | 34 | 1  | 8  | 1 |
| M. Maria            | 17 | 1  | 3  | 0 |
| P. Mpallas          | 0  | 0  | 0  | 0 |
| R. Ngankam-Hontcheu | 1  | 0  | 0  | 0 |
| M. Osei-Kwadwo      | 27 | 3  | 7  | 0 |
| M. Rodríguez        | 7  | 1  | 0  | 0 |
| L. Röser            | 34 | 14 | 5  | 1 |
| T. Röttger          | 27 | 4  | 6  | 0 |
| S. Schiek           | 33 | 2  | 5  | 2 |
| P. Sohm             | 34 | 2  | 4  | 0 |
| D. Traub            | 0  | 0  | 0  | 0 |
| F. Vecchione        | 0  | 0  | 0  | 0 |
| D. Yelldell         | 6  | 0  | 0  | 0 |